# الفساد في المغرب
الفساد في المغرب هو الفساد والرشوة واقتصاد الريع، وهو منتشر خصوصاً بين الموظفين في القطاع العمومي (الصحة، والأمن، والسلطة المحلية) وفي قطاع الصفقات العمومية، وهو يُكلف الكثير على المستوى الاقتصادي والاجتماعي. وقد قامت الحكومة باتخاد اجراءات عقابية بحق بعض المسؤولين الاداريين الذين وردت عنهم ملاحظات في تقارير المجلس الأعلى للحسابات، غير أن الأحكام القضائية في مجال محاربة الفساد في المغرب تبقى محتشمة ومحدودة الأثر ولا تشجع على القطع مع الفساد، ناهيك عن اقتصار المتابعات القضائية على بعض الموظفين والمنتخبين. وتعتبر الإستراتيجية الوطنية لمكافحة الفساد التي أعطيت الانطلاقة الرسمية لها في 3 ماي 2016، كثمرة دراسة عميقة أخذت بعين الاعتبار تقييم كل البرامج الحكومية السابقة وخلاصات التقارير الوطنية والدولية، حيث تم انتقاء ما يتوافق مع الخصوصية المغربية لتحديد برامجها ومشاريعها.
تراجع المغرب إلى المرتبة 97 عالمياً في مؤشر إدراك الفساد لعام 2023، متراجعاً 3 مراتب مقارنة بالعام السابق على الرغم من الإستراتيجية الوطنية لمكافحة الفساد المطلقة في 2016 والتي هدفت للوصول إلى 60 نقطة بحلول 2025.
في يناير 2025، قامت الحكومة المغربية بتقليص ميزانية الهيئة الوطنية للنزاهة ومكافحة الفساد بمقدار 60 مليون درهم، ليصبح إجمالي الميزانية المخصصة للهيئة 210 مليون درهم. وقد أشار محمد بشير الراشدي، رئيس الهيئة، إلى أن هذا التقليص يؤثر سلباً على جهود مكافحة الفساد في البلاد، حيث يُقدر أن الفساد يكلف الاقتصاد الوطني حوالي 50 مليار درهم سنوياً.

## مؤسسات محاربة الفساد في المغرب
في المغرب، تأسست عدة مؤسسات ولجن لمحاربة الفساد وربط المسؤولية بالمحاسبة، ومن أبرزها:

### اللجنة الوطنية لمكافحة الفساد
تأسست في سنة 2017، وهي لجنة يرأسها رئيس الحكومة وتضم في عضويتها ممثلين عن بعض السلطات الحكومية والهيئات والمنظمات ذات الصلة فضلا عن ممثلين عن القطاع الخاص والمجتمع المدني. وقد حدد المرسوم رقم 582-17-2 الصادر في 16 أكتوبر 2017، إختصاصات هذه اللجنة كالتالي:
- تتبع تنفيذ الاستراتيجية الوطنية لمكافحة الفساد من خلال تقديم كل مقترح بشأن مجالات مكافحة الفساد ذات الأولوية، تقديم كل مقترح بشأن المشاريع والإجراءات الكفيلة بتعزيز النزاهة ومكافحة الفساد ونشر قيم التخليق والشفافية في المرافق العمومية، دراسة البرامج والمشاريع والمبادرات التي ترمي إلى مكافحة الفساد والمصادقة عليها وتتبع تنفيذها وتقييمها، مواكبة القطاعات المعنية بالبرامج المتعلقة بمكافحة الفساد واتخاذ التدابير اللازمة لضمان التقائية هذه البرامج، دراسة التوصيات والمقترحات الصادرة عن الهيئة الوطنية للنزاهة والوقاية من الرشوة ومحاربتها واتخاذ الإجراءات المناسبة لتنفيذها عند الاقتضاء.
- تقديم كل مقترح بشأن التدابير اللازم اتخاذها لتعزيز التعاون الدولي بهدف دعم المجهودات الوطنية لمكافحة الفساد.
- المصادقة على التقرير التركيبي السنوي المتعلق بتقييم مستوى تنفيذ المشاريع المتعلقة ببرامج مكافحة الفساد.

### المجلس الأعلى للحسابات
المجلس الأعلى للحسابات هو مؤسسة دستورية مغربية دورها المساهمة الفعالة في عقلنة تدبير الأموال العامة وتمارس كليا وظيفتها كمؤسسة عليا للرقابة مستقلة بذات الوقت عن السلطة التشريعية والسلطة التنفيذية.

## الملك ومحاربة الفساد
يُولي الملك محمد السادس أهمية كبيرة لمحاربة الفساد والرشوة وربط المسؤولية بالمحاسبة، وقد أشار لذلك في عدة خطابات ومنها:
في خطاب العرش لسنة 2011، خاطب الملك محمد السادس الشعب المغربي، قائلاً: «وبنفس العزم، فإن التعاقد الاقتصادي الجديد، يقتضي الاهتمام بمنظومة الإنتاج الاقتصادي، وإذكاء روح المبادرة الحرة، خاصة من خلال تشجيع المقاولات الصغرى والمتوسطة، بما ينسجم مع روح الدستور الجديد، الذي يكرس دولة القانون في مجال الأعمال، ومجموعة من الحقوق والهيئات الاقتصادية، الضامنة لحرية المبادرة الخاصة، ولشروط المنافسة الشريفة، وآليات تخليق الحياة العامة، ولضوابط زجر الاحتكار والامتيازات غير المشروعة، واقتصاد الريع، والفساد والرشوة.».
في خطاب العرش لسنة 2016، خاطب الملك محمد السادس الشعب المغربي، قائلاً: «وهنا يجب التأكيد أن محاربة الفساد لا ينبغي أن تكون موضوع مزايدات. ولا أحد يستطيع ذلك بمفرده، سواء كان شخصا، أو حزبا، أو منظمة جمعوية. بل أكثر من ذلك، ليس من حق أي أحد تغيير الفساد أو المنكر بيده، خارج إطار القانون. فمحاربة الفساد هي قضية الدولة والمجتمع: الدولة بمؤسساتها، من خلال تفعيل الآليات القانونية لمحاربة هذه الظاهرة الخطيرة، وتجريم كل مظاهرها، والضر ب بقوة على أيدي المفسد ين. والمجتمع بكل مكوناته، من خلال رفضها، وفضح ممارسيها، والتربية على الابتعاد عنها، مع استحضار مبادئ ديننا الحنيف، والقيم المغربية الأصيلة، القائمة على العفة والنزاهة والكرامة.».
وفي خطاب العرش لسنة 2017، توعد الملك محمد السادس من خلال تحذير قوي لجميع المسؤولين المفسدين والذين يعرقلون المشاريع التنموية وجميع المسؤولين الذين لا يقومون بواجبهم. وقال في خطابه: «أنا لا أفهم كيف يستطيع أي مسؤول ، لا يقوم بواجبه، أن يخرج من بيته، ويستقل سيارته، ويقف في الضوء الأحمر، وينظر إلى الناس، دون خجل ولا حياء، وهو يعلم بأنهم يعرفون بانه ليس له ضمير . ألا يخجل هؤلاء من أنفسهم، رغم أنهم يؤدون القسم أمام الله، والوطن، والملك، ولا يقومون بواجبهم؟ ألا يجدر أن تتم محاسبة أو إقالة أي مسؤول، إذا ثبت في حقه تقصير أو إخلال في النهوض بمهامه؟ وهنا أشدد على ضرورة التطبيق الصارم لمقتضيات الفقرة الثانية، من الفصل الأول من الدستور التي تنص على ربط المسؤولية بالمحاسبة. لقد حان الوقت للتفعيل الكامل لهذا المبدأ. فكما يطبق القانون على جميع المغاربة، يجب ان يطبق أولا على كل المسؤولين بدون استثناء أو تمييز، وبكافة مناطق المملكة. إننا في مرحلة جديدة لا فرق فيها بين المسؤول والمواطن في حقوق وواجبات المواطنة، ولا مجال فيها للتهرب من المسؤولية أو الإفلات من العقاب.».

## مشاريع محاربة الفساد
تم إنجاز العديد من المشاريع في الاستراتيجية الوطنية لمكافحة الفساد، والتي همت بالأساس تحسين ظروف إستقبال المواطنين في المرافق العمومية، وتبسيط ونشر المساطر والخدمات الادارية، وتحسين تتبع ومعالجة الشكايات، ورقمنة الخدمات الادارية، والشفافية والوصول إلى المعلومات، وتعزيز نزاهة الموارد البشرية بالقطاع العام وتكافؤ الفرص والرقابة وربط المسؤولية بالمحاسبة وتعزيز وسائل الرقابة.
ومن بين هذه المشاريع التي تم إنجازها:
- تأهيل مراكز تسجيل السيارات وتحسين شروط الحصول على رخصة السياقة والبطاقة الرمادية
- تحسين الاستقبال والإرشاد والدعم بإدارة الجمارك
- تحديد وتعريف ونشر لائحة الأسعار المرجعية المتعلقة برخص التجزئة والبناء والتقسيم
- إعداد دليل المساطر الإدارية الخاص بالجماعات الترابية والوحدات الإدارية
- تبسيط الخدمات وتوحيد ونشر المساطر الإدارية داخل المؤسسات الصحية
- تدوين ونشر مسطرة نزع الملكية من أجل المنفعة العامة وتحديد لائحة الإجراءات اللازمة لتبسيطها
- تعميم شبكة تقديم الشكايات عبر الإنترنت على مستوى البوابات الالكترونية لجميع الوزارات
- تعميم استعمال الأنظمة الإلكترونية للحد من الأداء النقدي المباشر
- وضع شباك إلكتروني لطلب الوثائق الإدارية
- تطبيق للهواتف الذكية للحصول على المواعد الخاصة بالخدمات الصحية
- تطبيق للهواتف الذكية للحصول على المعلومات المتعلقة بالصفقات العمومية
- إحداث بوابة إلكترونية خاصة بالتمويل العمومي للجمعيات
- إصدار القانون 31.13 المتعلق بالحق في الحصول على المعلومات
- تعميم مرجع لأسعار العقار كأساس لفرض الضرائب على المعاملات في سائر التراب الوطني
- وضع نظام لمكافأة الأداء الجيد لضباط الشرطة
- إعتماد القانون الجديد للصحافة
- تدعيم وتأهيل أقسام الجرائم المالية
- تمديد حقوق المجتمع المدني لمتابعة الأشخاص المشتبه فيهم في قضايا الفساد

## وصلات خارجية
- ملف الفساد الشخصي في المغرب